# Mì sợi

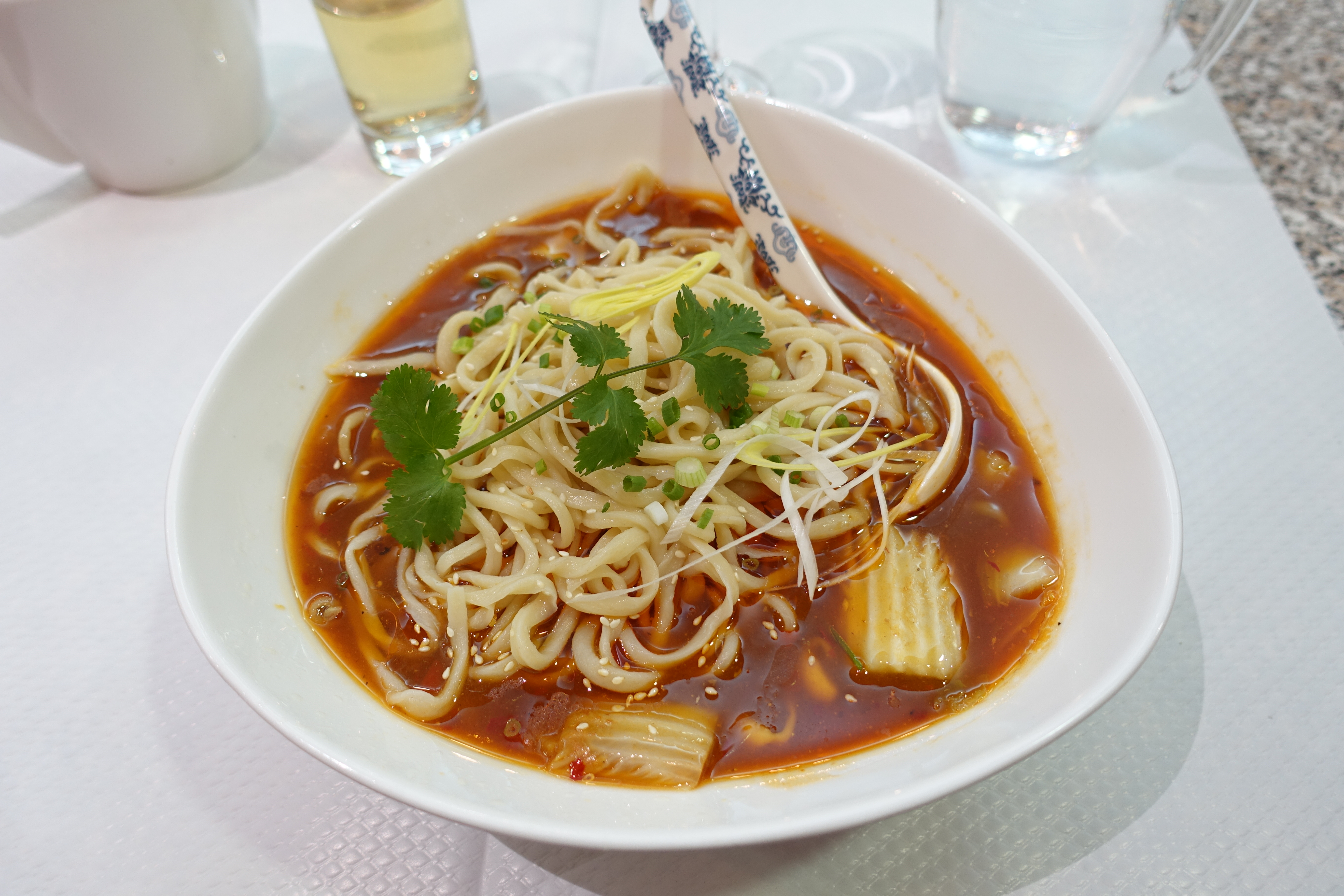
Một tô mì sợi

Mì sợi (tiếng Trung: 麵條; bính âm: miàntiáo; Hán Việt: miến điều) là một thực phẩm thường dùng trong nhiều nền văn hóa làm từ bột không men. Tất cả được kéo căng, ép đùn, rồi cán phẳng và cắt thành một loạt các hình dạng. Trong đó dạng dài, mỏng có thể là phổ biến nhất (mì sợi), nhiều loại mì được cắt thành sóng, xoắn, ống, dây, vỏ, gấp lại, hay được cắt thành hình dạng khác.
Mì sợi được làm từ bột nhão được tạo thành sợi trong ống có đục lỗ nhỏ hoặc trong túi có đáy có đục lỗ nhỏ vào nước sôi. Tùy theo loại, mì sợi có thể được phơi khô hoặc ướp lạnh trước khi nấu nướng.
Mì được nấu chín trong nước sôi. Thông thường, đôi khi với dầu ăn hoặc thêm muối. Chúng thường được chiên sơ hoặc chiên với nhiều dầu. Mì thường được phục vụ kèm theo với xốt hoặc trong một món xúp. Mì có thể được bỏ tủ lạnh để bảo quản ngắn hạn, hoặc sấy khô và được lưu trữ để sử dụng trong tương lai. Các thành phần vật chất hay nguồn gốc văn hóa địa lý phải được xác định khi thảo luận về mì.

## Từ nguyên

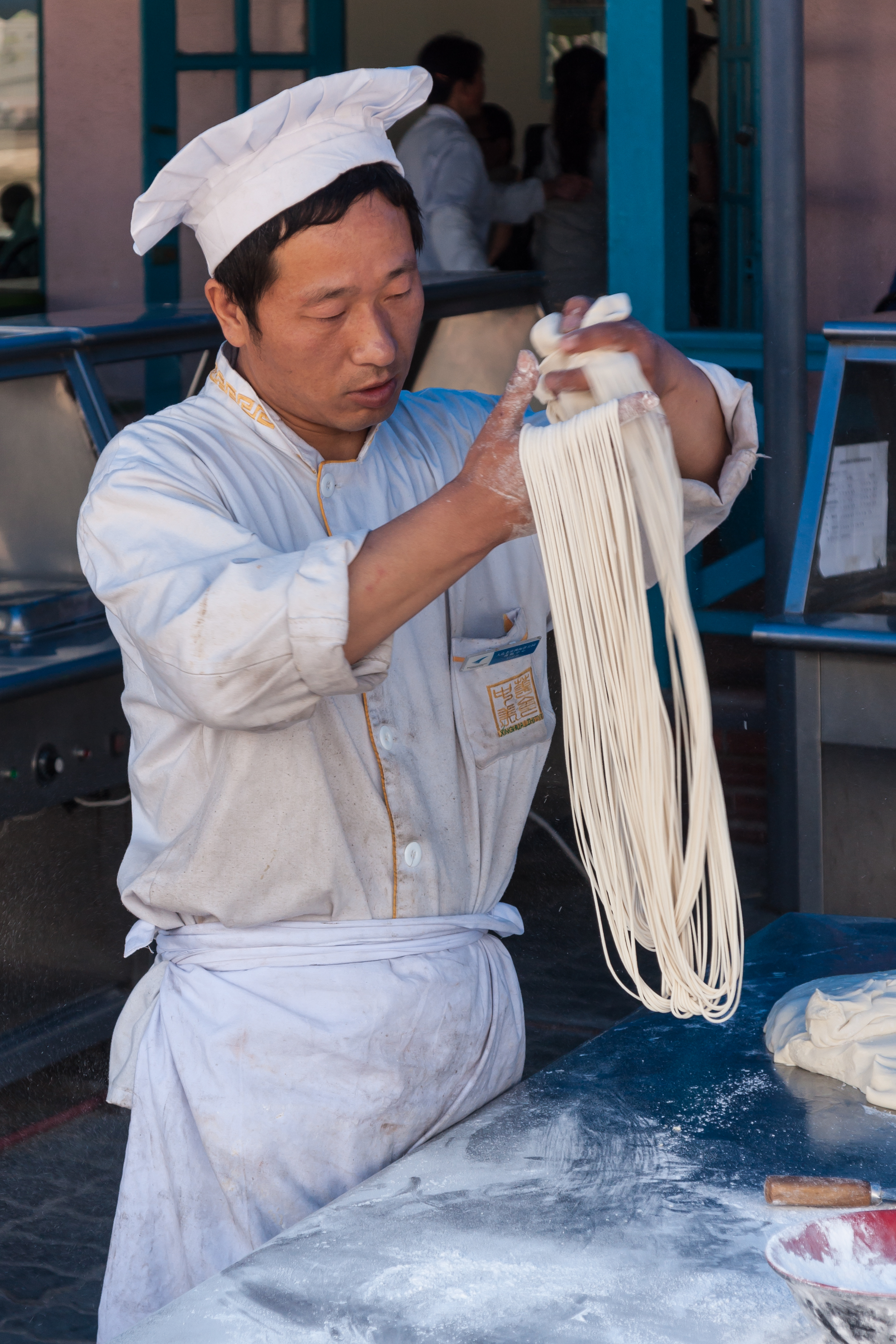
Làm mì truyền thống liên quan đến kéo tay ở Đại Liên, Trung Quốc

Tên gọi “mì” trong tiếng Việt bắt nguồn từ tiếng Hải Khẩu “麵” mi24 (có nghĩa là mỳ). Tiếng Hải Khẩu là một phương ngôn Mân.
Chữ Hán “麵” có âm Hán Việt là “miến”. Trong tiếng Trung và trong một vài ngữ cảnh Hán – Việt, "miến" 麵 mang nghĩa "mì", còn "miến" hay "bún Tàu" trong tiếng Trung được gọi là “粉絲” (âm Hán Việt: phấn ty) hoặc “粉條” (phấn điều).

## Pasta
Trong tiếng Ý, pasta thì chỉ nói riêng cho các sản phẩm của Italia như mì spaghetti, penne, hay fettuccine có chứa bột hòn.

## Lịch sử

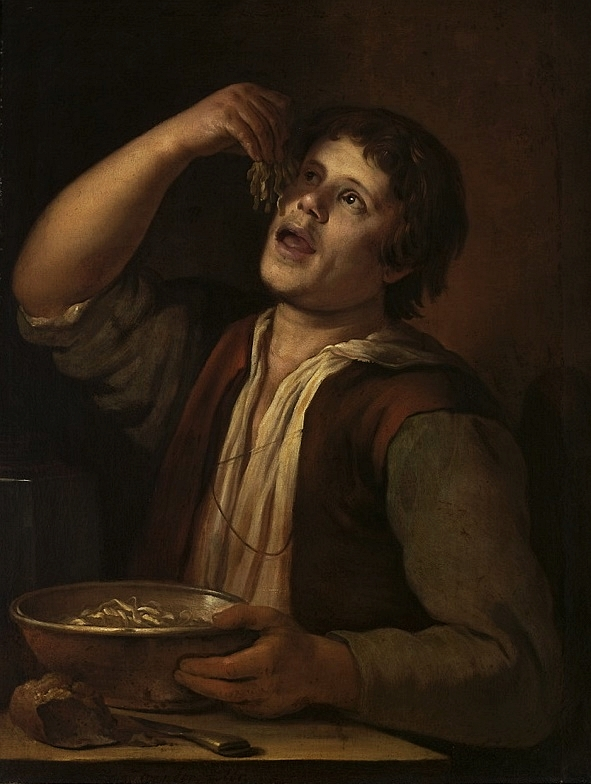
Bức tranh của Jan Vermeer van Utrecht về một người đàn ông đang ăn mì theo hình thức bốc bằng tay (Bảo tàng Quốc gia, Warsaw)

Tài liệu được ghi chép đầu tiên về mì sợi là từ thời nhà Đông Hán giữa năm 25 - 250. Nó trở thành thực phẩm chính cho người dân thời nhà Hán (206 BCE - 220 CE).
Tháng 10 năm 2005, loại mì cổ nhất chưa được phát hiện đã được người ta tìm thấy ở di chỉ Lạt Gia (喇家) (văn hóa Tề Gia (齊家)) dọc theo sông Hoàng Hà ở tỉnh Thanh Hải, Trung Quốc. Loại mì có 4000 năm tuổi này dường như đã được làm từ hạt kê đuôi cáo và bột gạo tắc. Những sợi mỳ vàng, mỏng được bảo quản được tìm thấy bên trong một chiếc tô kín úp ngược. Chiếc bát này đã bị chôn vùi dưới ba mét trầm tích. Điều này là những minh chứng cho việc dường như món ăn rất phổ biến này có nguồn gốc từ Châu Á. Những loại mì này được cho là giống với lamian, một loại mì Trung Quốc. Phân tích các phytolith trấu và các hạt tinh bột có trong trầm tích liên quan đến mì, chúng được xác định là kê thuộc về Panicum miliaceum và Setaria italica, mặc dù điều này còn bị tranh cãi. 
Có giả thiết khác cho rằng mỳ có nguồn gốc ở Trung Đông từ khoảng năm 5.000 trước Công Nguyên. Bột mỳ được chế biến từ lúa mỳ. Theo nghiên cứu, lúa mỳ được trồng từ năm 7.000 trước Công Nguyên ở vùng Lưỡng Hà và đã được những người di cư mang đến xứ Tân Cương, Trung Quốc. Nguồn gốc của mỳ xuất phát từ những người dân du mục. Những người du mục ở xứ Tân Cương, Trung Quốc đã chế biến bột mỳ thành những chiếc bánh nướng. Trong quãng thời gian này, những người phụ nữ ở vùng này thay vì nhào bột mỳ đem nướng thành bánh, họ đã xắt mỏng thành những sợi mảnh. Và như thế món mỳ đầu tiên của nhân loại ra đời.
Vào thế kỷ 2 TCN, Trương Khiên nhận lệnh từ Hán Vũ Đế đi về phía Tây tìm người Nguyệt Chi nhằm kết đồng minh chống lại quân Hung Nô. Trải qua nhiều gian khổ, Trương Khiên đã tìm được người Nguyệt Chi ở nơi là miền Bắc Ấn Độ ngày nay. Trên đường về ông cùng tùy tùng đã mang theo nhiều sản vật mà triều đình rất quan tâm. Nhờ đó những tuyến đường nhỏ trước đây đã được kết nối lại với nhau, nhiều tuyến mới được khai phá và an toàn hơn do được sự bảo vệ của triều đình. Tuyến đường mà Trương Khiên đã khai phá được người đời sau gọi là Con đường tơ lụa.
Theo con đường này, người Hán đã đến Tân Cương và phát triển giao thương đến Châu Âu. Món mỳ sợi dần dần lan tới khắp Trung Quốc. Sử sách Trung Hoa đời Hán đã ghi nhận sự có mặt của sợi mỳ. Kĩ thuật làm mỳ sợi từ đó lan dần sang các nước Châu Á như Nhật Bản, Hàn Quốc, và Đông Nam Á.

### Đông Á
Mì ở Nhật Bản (udon) được chuyển đổi từ một công thức của Trung Quốc bởi một nhà sư Phật giáo vào đầu thế kỷ thứ 9. Mì reshteh đã được người dân Ba Tư ăn vào thế kỷ 13. Đổi mới tiếp tục, ví dụ, mì làm từ kiều mạch (naengmyeon) đã được phát triển trong triều đại Joseon của Hàn Quốc (1392 - 1897). Mì ramen, dựa trên mì Trung Quốc, đã trở nên phổ biến ở Nhật Bản vào năm 1900. Trải qua rất nhiều thời gian, cùng với sự giao lưu văn hóa giữa nhiều quốc gia, món mỳ sợi đã dần dần xuất hiện và đi vào đời sống của người dân. Hiện nay, khoảng hơn 40% lượng bột mỳ được tiêu thụ ở Châu Á là dùng cho việc sản xuất mỳ. Mỳ càng ngày càng trở nên phổ biến ở khắp nơi.

### Châu Âu
Nhiều thông tin cho rằng, vào cuối thế kỉ 13, Marco Polo đã đến Trung Quốc và mang mỳ sợi về Ý sau chuyến đi tới phương Đông kéo dài 25 năm của mình. Tuy nhiên, nhiều người khác lại phủ nhận điều này, và họ đã tìm thấy chứng cứ về việc chính những người lính Ả Rập đã đem món mỳ tới đảo Silicy và lan ra khắp nước Ý và các quốc gia châu Âu khác.
Vào thế kỷ thứ 1 trước Công nguyên, Horace đã viết về những miếng bột chiên được gọi là lagana. Tuy nhiên, phương pháp nấu các tấm bột này, lagana, không tương ứng với định nghĩa hiện tại của một sản phẩm mì ống tươi hoặc khô, chỉ có các thành phần cơ bản tương tự và có lẽ là hình dạng. Vào thế kỷ thứ 2, bác sĩ Hy Lạp Galen đã đề cập đến nó, đề cập đến tất cả các hỗn hợp đồng nhất từ bột và nước. Các Latinh hóa itrium được sử dụng như một tham chiếu đến một loại bột luộc. Các Jerusalem Talmudghi lại rằng nó rất phổ biến ở Israel từ thế kỷ thứ 3 đến thế kỷ thứ 5. Mì Ả Rập thích nghi cho các chuyến đi dài trong thế kỷ thứ năm, bản ghi đầu tiên của mì ống khô. Bác sĩ Ả Rập Isho bar thế kỷ thứ chín Ali định nghĩa itriyya, nhận thức tiếng Ả Rập của từ Hy Lạp, là hình dạng giống như chuỗi được làm bằng semolina và sấy khô trước khi nấu. Muhammad al-Idrisi đã viết vào năm 1154 rằng itriyya được sản xuất và xuất khẩu từ Norman Sicily. ItriyaNhững người nói tiếng Aramaic cũng được biết đến dưới thời Ba Tư và trong thời kỳ Hồi giáo đã đề cập đến một món phở nhỏ được chế biến bằng cách xoắn các miếng bột nhào thành hình.
Thông tin cụ thể đầu tiên về các sản phẩm mì ống ở Ý có từ thế kỷ 13 hoặc 14. Pasta đã có nhiều hình dạng khác nhau, thường dựa trên các chuyên ngành trong khu vực. Kể từ ít nhất thế kỷ 20, mì ống đã trở thành một mặt hàng chủ lực ở Bắc Mỹ và các nơi khác.
Trong khu vực sẽ trở thành nước Đức, người ta đã tìm thấy văn bản đề cập đến Spätzle trong các tài liệu có từ năm 1725, mặc dù các minh họa thời trung cổ được cho là đặt món mì này vào một ngày thậm chí sớm hơn.
Zacierki là một loại mì được tìm thấy trong ẩm thực Ba Lan. Đó là một phần của khẩu phần được phân phối trong Łódź Ghetto ở Ba Lan do Đức chiếm đóng. (Out of the "khu ổ chuột lớn", Łódź đã ảnh hưởng nhiều nhất bởi nạn đói, nạn đói và tử vong suy dinh dưỡng liên quan đến.) Cuốn nhật ký của một cô gái trẻ từ Łódź kể lại một cuộc chiến cô đã có với cha cô qua một thìa zacierki lấy từ gia đình cung cấp ít ỏi 200 gram mỗi tuần.
Khi khoa học kĩ thuật còn chưa phát triển, việc chế biến mỳ đòi hỏi sự chế biến rất công phu và cẩn thận. Do đó, mỳ sợi đã từng là những món ăn chỉ có mặt trong những dịp trọng đại của người Châu Á, hay chỉ dành cho giới quý tộc Ý. Ngày nay, với sự phát triển của khoa học kĩ thuật, công nghiệp chế biến mỳ sợi càng ngày càng phát triển với nhiều hình dạng, kích cỡ khác nhau. Mỳ cũng trở thành món ăn nhanh đầu tiên trên thế giới và rất được ưa chuộng bởi tính tiện dụng của nó.

## Phân loại mì theo thành phần chính

### Từ lúa mì
- Bakmi: mì sợi của Trung Quốc du nhập vào Indonesia với trứng và thịt, thường là thịt lợn. Từ bak trong tiếng Trung Bạch thoại (肉, Hán Việt: nhục), có nghĩa là "thịt" (hay cụ thể hơn là thịt lợn), là cách phát âm địa phương ở Phúc Kiến, nhưng không phải trong tiếng Triều Châu (phát âm là nek), gợi ý một gốc tiếng Phúc Kiến. Mi có nguồn gốc từ miàn. Trong tiếng Trung, miàn (tiếng Trung giản thể:; tiếng Trung Quốc truyền thống: 麵; thường được phiên âm là "mien" hoặc "mein") dùng để chỉ mì làm từ lúa mì.

Chukamen (kanji: 中華麺): tiếng Nhật có nghĩa là "mì Trung Quốc", được sử dụng cho ramen, champon và yakisoba
Kesme:mì mìphẳng, vàng hoặc nâu đỏ Trung Á.
- Kalguksu (칼국수): mì Hàn Quốc cắt dao.
- Lamian (拉麵): mì Trung Quốc kéo bằng tay
- Mee pok (麪薄): mì phẳng, màu vàng của Trung Quốc, phổ biến ở Đông Nam Á
- Reshte: Trung Á, mì phẳng, màu rất nhạt (gần như trắng) được sử dụng trong ẩm thực Ba Tư và Afghani.
- Sōmen (そうめん): loại mì sợi mỏng của Nhật Bản, thường được phủ bằng dầu thực vật.
- Thukpa (Tây Tạng: ཐུག་པ་, Wylie: thugpa): mì Tây Tạng phẳng
- Udon: loại mì dày hơn của Nhật Bản
- Kishimen (きしめん): mì sợi dẹt Nhật Bản

### Từ bột kiều mạch
- Makguksu (막국수): đặc sản địa phương của tỉnh Gangwon ở Hàn Quốc.
- Memil naengmyeon (메밀냉면): mì Hàn Quốc làm từ kiều mạch, hơi dai hơn so với soba.
- Soba (蕎麦): mì kiều mạch Nhật Bản
- Pizzoccheri: Tagliatelle kiều mạch Ý từ Valtellina, thường được phục vụ với sốt phô mai tan chảy.

### Từ gạo
- Bánh phở hay mì chũ, cao khô: là nguyên liệu chính để tạo nên các món phở. Ngoài những thành phần khác như là nước phở, thịt, gia vị,... thì bánh phở quyết định đến chất lượng của một bát (tô) phở. Nó là một loại mì gạo phẳng hoặc dày, nguồn gốc của nó là hé fěn hoặc ho fun (河粉) của Trung Quốc, được du nhập tới Thái Lan dưới tên gọi là kway teow (hủ tiếu) hoặc sen yai (ใหญ่).Shahe fen thường được xào với thịt và/hoặc rau trong một món ăn gọi là chao fen (炒粉; bính âm: chǎo fěn). Trong khi chao fen là phiên âm tiếng phổ thông, chow fun từ tiếng Quảng Đông là tên thường được đặt cho món ăn trong các nhà hàng Trung Quốc ở Bắc Mỹ.
- Miến: mì gạo mỏng, còn được gọi là mǐfěn (米粉) hoặc ong hoon hoặc sen mee (เส้นหมี่)
- Idiyapam là một món mì gạo Ấn Độ
- Bún Khanom chin là một loại bún sợi gạo lên men được sử dụng trong ẩm thực Thái Lan; được lên men trong ba ngày, đun sôi, sau đó được chế biến thành bún bằng cách đùn bột qua một cái rây vào nước sôi. Khanom chim được phục vụ trong nhiều loại nước dùng: nước cốt dừa, cà ri cá và ớt.

## Mì theo các phương thức nấu ăn

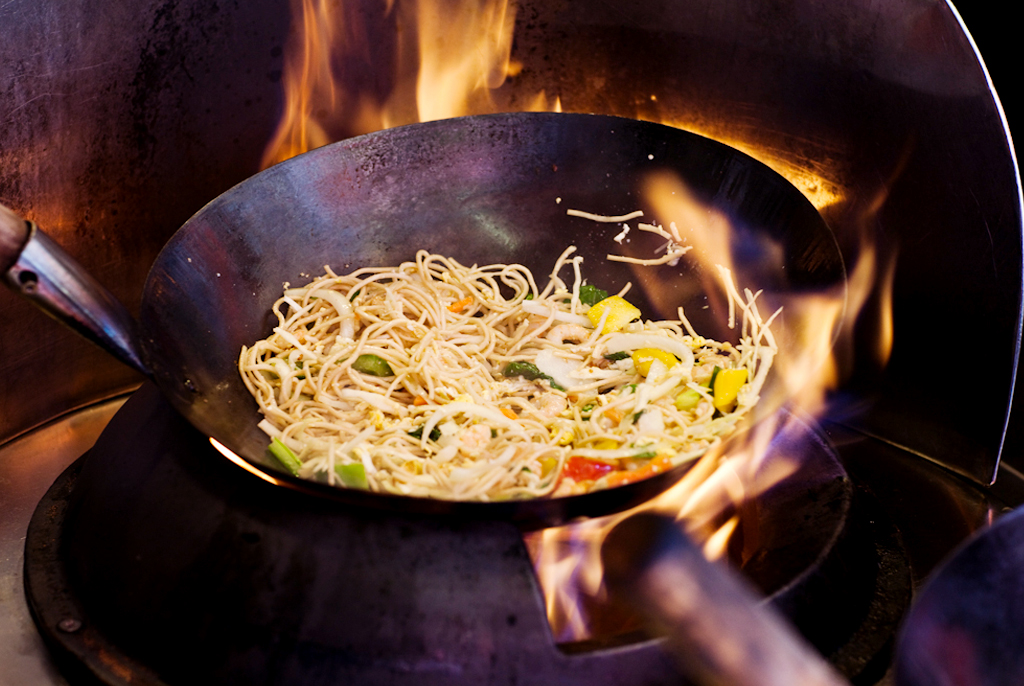
Mì được xào trong chảo lòng sâu cùng rau củ

- Mì bỏ lò: Mì luộc và ráo nước được kết hợp với các thành phần khác và nướng. Ví dụ phổ biến bao gồm lasagna,casserole.
- Mì nấu: Chúng được nấu trong nước hoặc nước dùng, sau đó để ráo nước. Các loại thực phẩm khác có thể được thêm vào hoặc mì được thêm vào các thực phẩm khác hoặc mì có thể được phục vụ đơn giản với nước chấm hoặc dầu để thêm vào bàn. Nói chung, mì mềm và hấp thụ hương vị.
- Mì ướp lạnh: mì được phục vụ lạnh, đôi khi trong món salad. Ví dụ bao gồm soba và udon lạnh, naengmyeon là ngoại lệ.
- Mì xào: các món ăn làm từ mì xào với nhiều loại thịt, hải sản, rau và các sản phẩm từ sữa. Ví dụ điển hình bao gồm chow mein, lo mein, mie goreng, hokkien mee, một số loại pancit, yakisoba, Curry Noodles và pad thai.
- Mì có nước dùng: mì phục vụ trong nước dùng. Ví dụ như udon, ramen, cao lầu, mì Quảng,...

## Một số loại mì phổ biến trên thế giới
Mì thường được nấu trong nước sôi, đôi khi có thêm dầu ăn hoặc muối. Chúng thường được chiên hoặc chiên sâu. Mì thường được phục vụ với nước sốt đi kèm hoặc trong một món súp. Mì có thể được làm lạnh để lưu trữ ngắn hạn, hoặc sấy khô và được lưu trữ để sử dụng trong tương lai.

### Châu Á
- Udon
- Ramen
- Somen
- Jajangmyeon
- Yakisoba
- Japchae: miến xào Triều Tiên
- Yaki udon: mì udon xào tương tự như yakisoba
- Cao lầu
- Mì Quảng
- Pad Thái
- Hủ tiếu
- Bún bò Huế
- Bún bò Nam Bộ
- Phở
- Bánh đa cua
- Miến lươn
- Mì xào
- Bánh mì kẹp mì xào: Bắt nguồn từ Fall River, Massachusetts, vào những năm 1930 hoặc 1940, bánh sandwich chow mein, thường bao gồm một hỗn hợp chow mein dựa trên nước sốt màu nâu được đặt giữa một nửa của một chiếc bánh mì kẹp thịt hamburger, phổ biến trong thực đơn nhà hàng của người Mỹ gốc Hoa ở phía đông nam Massachusetts và một phần của đảo Rhode lân cận. Bánh sandwich này không nổi tiếng ngoài khu vực tương đối nhỏ này của New England.
- Guthuk là một món phở trong ẩm thực Tây Tạng. Nó được ăn hai ngày trước Losar, năm mới của Tây Tạng và là một biến thể của Thukpa bhatuk - là một món phở phổ biến của ẩm thực Tây Tạng bao gồm mì bhasta nhỏ. Món ăn này là một món súp phổ biến được làm trong mùa đông nhưng đặc biệt quan trọng cho năm mới của Tây Tạng.

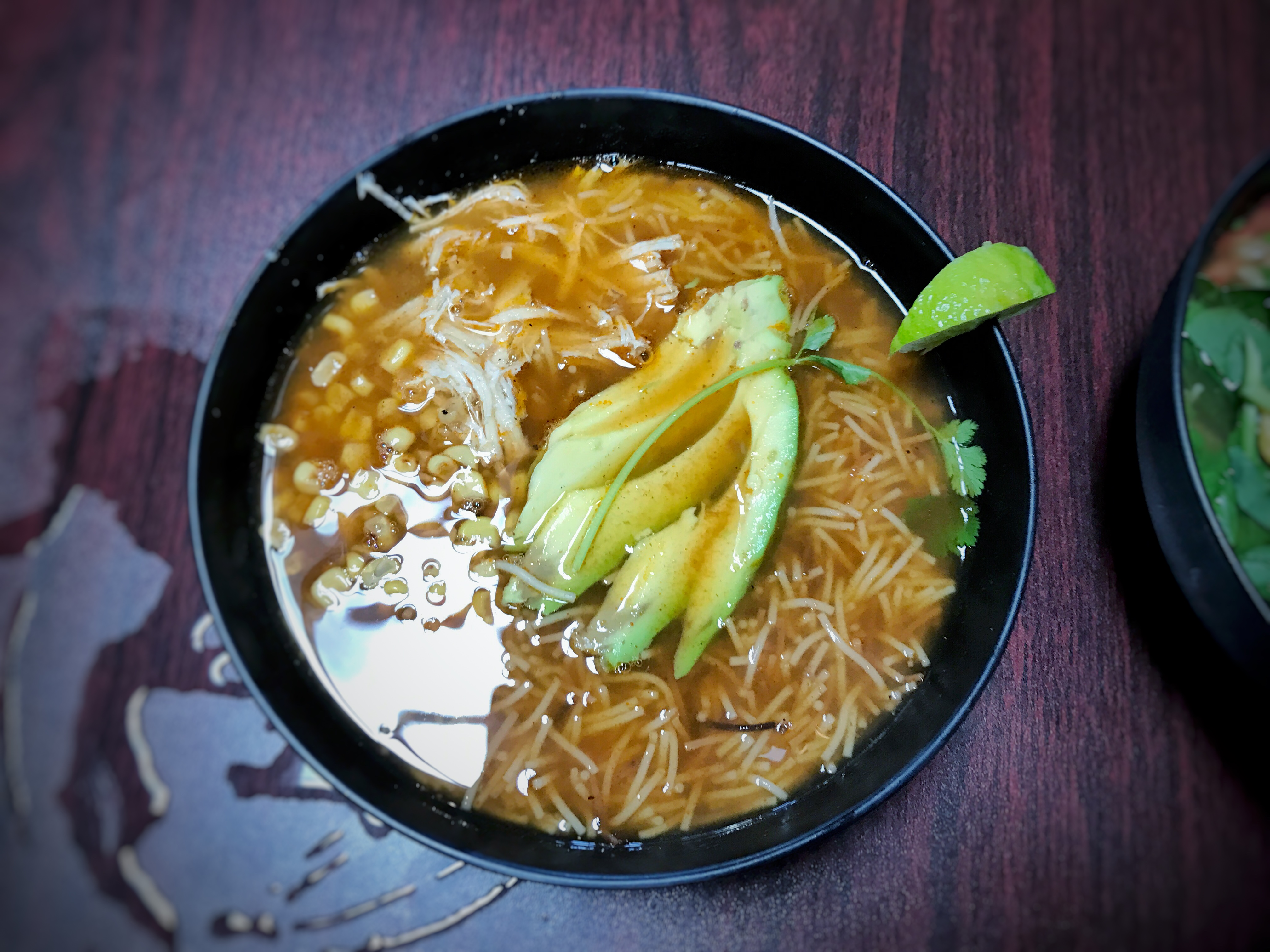
Sopa de fideo với ngô và thịt gà, trang trí bằng bơ và một lát chanh

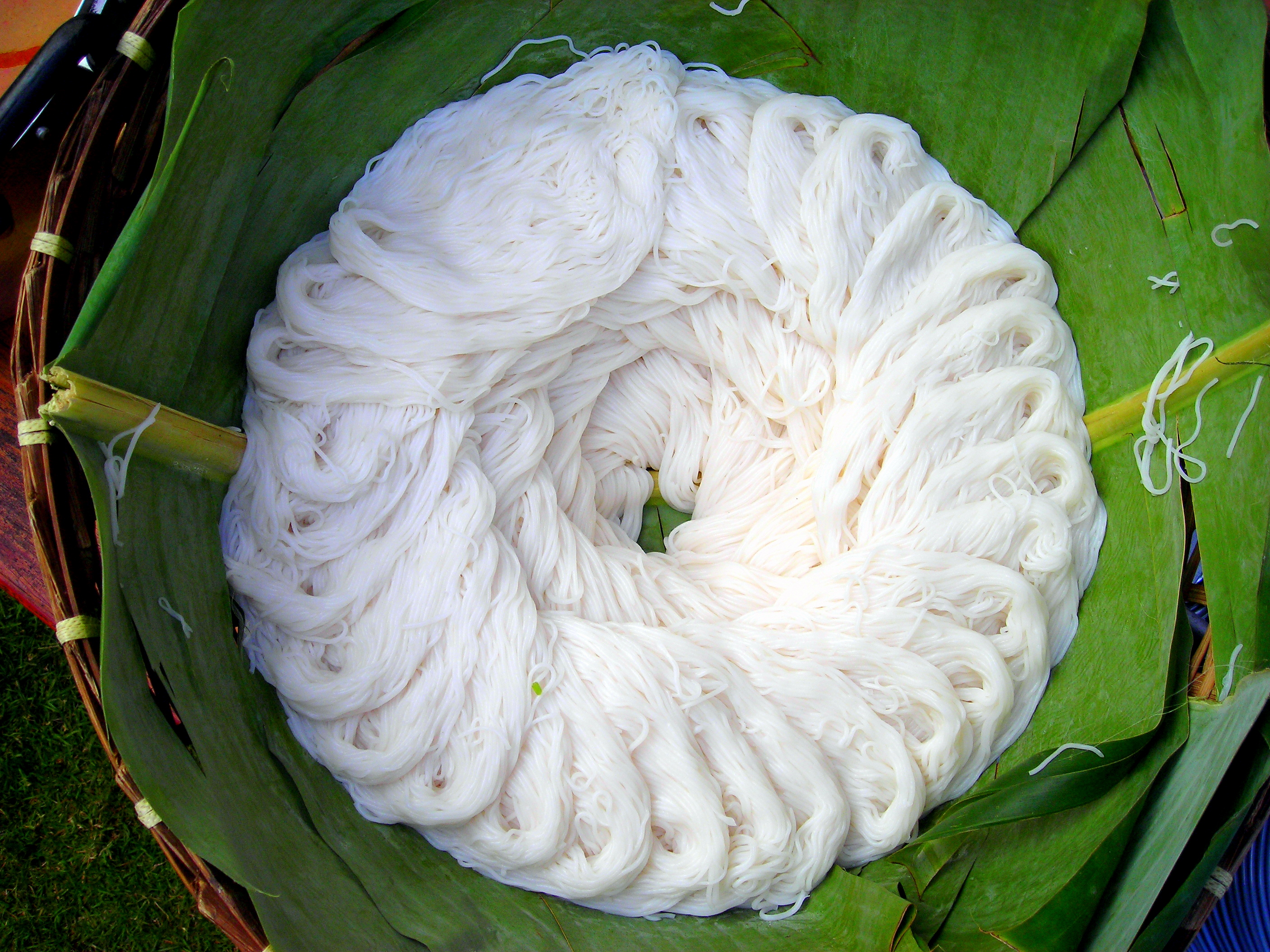
Một mẹt bún lót lá chuối của Thái Lan

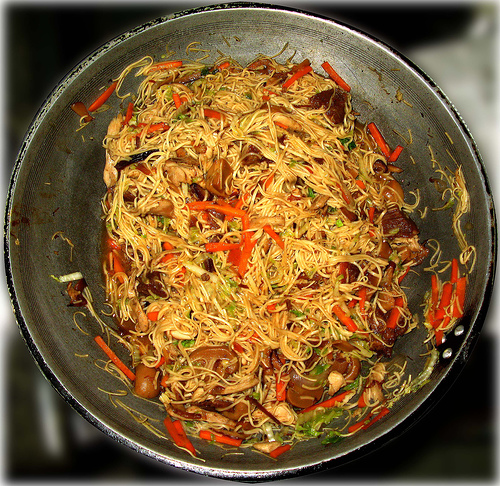
Mì xào miến tuyến của Trung Quốc

### Trung Đông
Kesme hay erişte là một loại mì trứng được tìm thấy trong các món ăn Thổ Nhĩ Kỳ khác nhau, bao gồm cả ẩm thực của người Slovak và người Kazakhstan. Nó cũng được tìm thấy trong ẩm thực Thổ Nhĩ Kỳ và được gọi là erişte trong tiếng Thổ Nhĩ Kỳ tiêu chuẩn hiện đại. Bản thân từ này là một danh nghĩa của động từ để cắt hoặc cắt, đề cập đến việc cắt bột liên quan đến việc chuẩn bị mì. Thuật ngữ này có thể đề cập đến chính mì, hoặc các món ăn được chế biến với chúng. Theo truyền thống, Kesme là một món ăn tự làm, và không thường thấy ở các nhà hàng hoặc quán cà phê. Ở Thổ Nhĩ Kỳ, kesme được gọi là "erişte" và thường được ăn vào mùa đông. Nó được làm từ bột mì, trứng, nước, muối và sữa. Những thành phần này được gia công thành bột nhão, được lăn ra, cắt và phơi khô dưới ánh nắng mặt trời hoặc lò nướng sau khi sấy khô trong một ngày.

### Châu Âu
- Lasagna: là một loại mì ống phẳng, rất rộng. Món ăn này thường được phục vụ dưới dạng xếp lớp chồng lên nhau xen kẽ với phô mai, nước sốt, cùng với các thành phần khác như thịt hoặc rau quả. Như các món ăn khác của Ý, Lasagna có nhiều biến thể.
- Penne là một loại mì ống ép đùn với các miếng hình trụ, đầu của chúng bị cắt lệch. Penne là hình thức số nhiều của penna Ý, bắt nguồn từ penna Latin.
- Pasta: là một loại mì và là một thực phẩm thiết yếu của các món ăn Ý truyền thống.
- Nui xoắn fusilli là một loạt các loại mì ống được tạo thành hình xoắn ốc. Từ fusilli có lẽ xuất phát từ fuso, vì theo truyền thống, nó được "xoắn" bằng cách nhấn và lăn một thanh nhỏ trên các dải mì ống mỏng để cuộn chúng xung quanh nó theo hình xoắn ốc.
- Nui cánh bướm farfalle là một loại mì nui hình nơ hay nui cánh bướm. Tên này có nguồn gốc từ tiếng Ý farfalle. Tại thành phố Modena của Ý, farfalle được gọi là strichetti. Một biến thể lớn hơn của farfalle được gọi là farfalloni, trong khi phiên bản thu nhỏ được gọi là farfalline.